# Christopher Chabris
Christopher F. Chabris ( /ʃ ə ˈ b r iː /), né le 19 novembre 1966 est un psychologue de recherche américain, actuellement chercheur principal (professeur) au Geisinger Health System, chercheur invité à l'Institut d'études avancées de Toulouse, France, et professeur agrégé de psychologie et co-directeur du programme de neurosciences à Union College à Schenectady, New York. Il est surtout connu comme co-auteur (avec Daniel Simons) du livre de vulgarisation scientifique The Invisible Gorilla, qui présente les résultats de recherches sur l'attention et d'autres illusions cognitives.

## Biographie
Chabris est né à New York en 1966, grandit dans le comté de Westchester et vit dans le Massachusetts depuis l'obtention de son diplôme universitaire. Il obtient son BA en informatique (1988) à l'Université Harvard et est ensuite responsable du programme d'intelligence artificielle au département de psychologie pendant cinq ans. En 1999, il obtient un doctorat en psychologie de l'Université Harvard, avec une thèse intitulée "Cognitive and Neuropsychological Mechanisms of Expertise: Studies with Chess Masters". De 1999 à 2001, il est chercheur au NMR Center, Department of Radiology, Massachusetts General Hospital et Harvard Medical School. À l'automne 2002, il donne un cours d'introduction aux neurosciences cognitives et, de 2001 à 2002, il est boursier postdoctoral au département de psychologie de Harvard.
Chabris est un maître d'échecs de la Fédération américaine (US Chess Master) depuis 1986. Il est l'un des fondateurs de l'American Chess Journal et un ancien rédacteur en chef du magazine Chess Horizons de la Massachusetts Chess Association (MACA). Il produit plusieurs événements d'échecs et écrit dans une chronique mensuelle intitulée Game On pour le Wall Street Journal.

## Recherches
Les recherches de Chabris portent sur l'attention, la prise de décision, l'intelligence collective, les capacités cognitives et la génétique comportementale. Ses travaux récents traitent de l'origine génétique de l'intelligence, démontrant que de nombreux gènes anciennement associés à l'intelligence sont en fait des faux positifs. Chabris est également un commentateur médiatique régulier sur des sujets liés à la psychologie tels que la théorie selon laquelle 10 000 heures de pratique font de quelqu'un un expert et qu'écouter Mozart vous rend plus intelligent,.
Chabris est surtout connu en dehors du milieu universitaire en tant que co-auteur avec Daniel Simons du livre The Invisible Gorilla, publié en 2010. Simons et Chabris reçoivent un Prix Ig-Nobel pour l'expérience Invisible Gorilla.